# قاضي عسكر مصطفى عزت
قاضي عسكر مصطفى عزت أفندي (المتوفى 1293 هـ / 1876 م) كان قاضي عسكر في عهد السلطان محمود الثاني، إضافة إلى كونه خطاطا ماهرا.
أخذ الخط عن مصطفى واصف. كتب أحد عشر مصحفا ولا زالت لوحاته الدائرية في جامع آيا صوفيا - قطرها 75 متر وعرض الحرف 35 سم - وهي من أضخم الخطوط العربية في العالم.

## آثاره

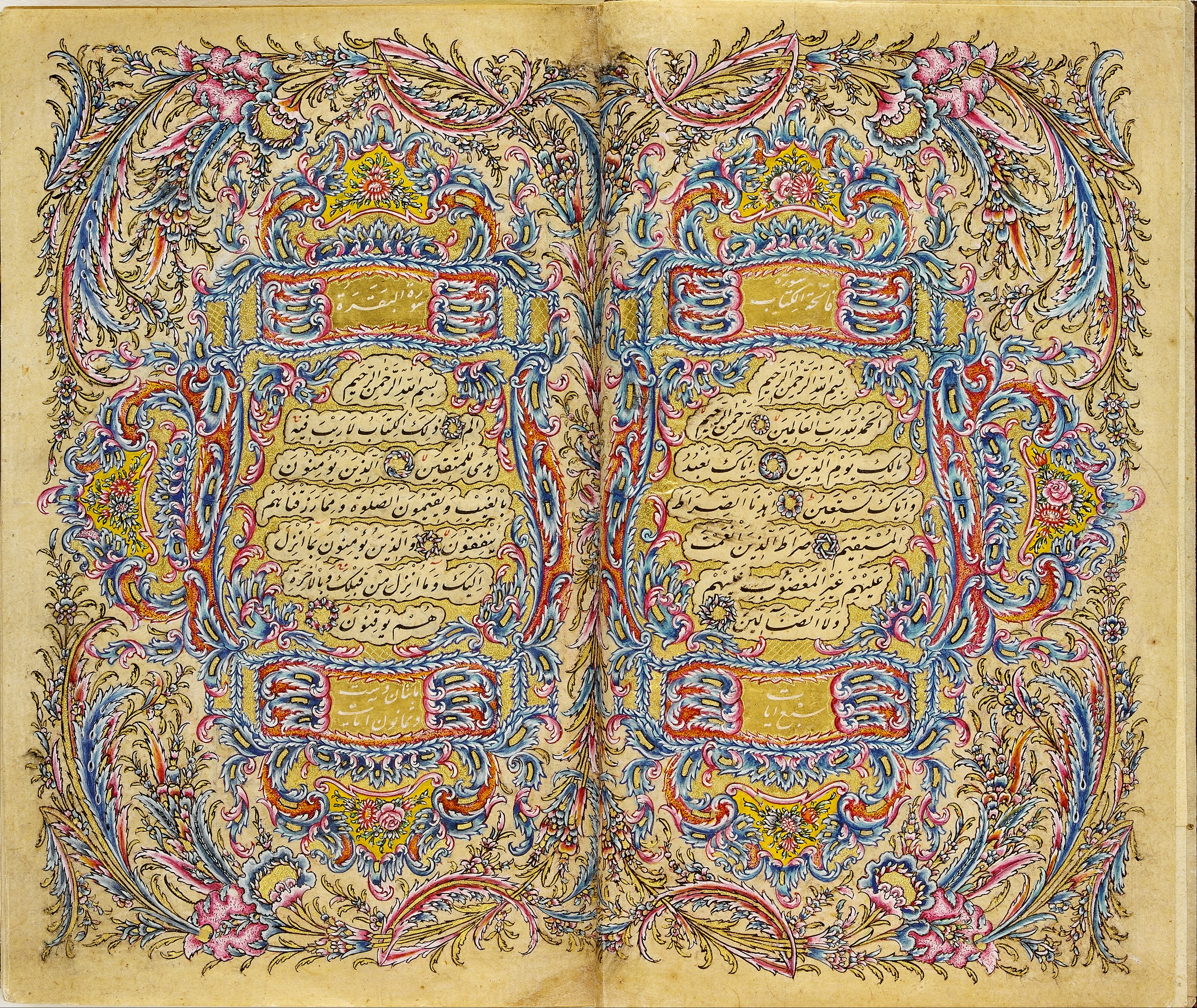
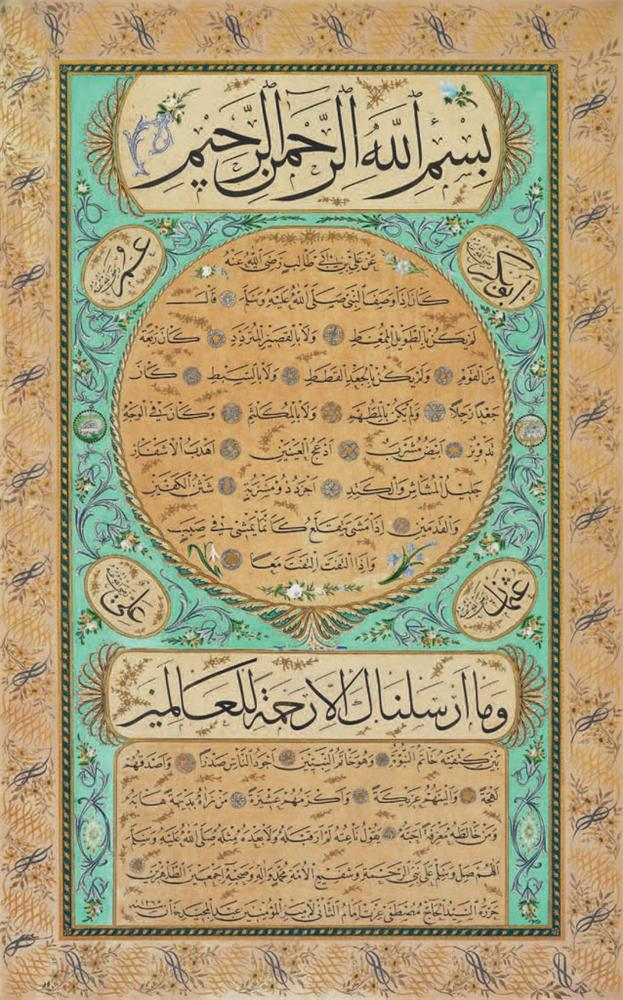
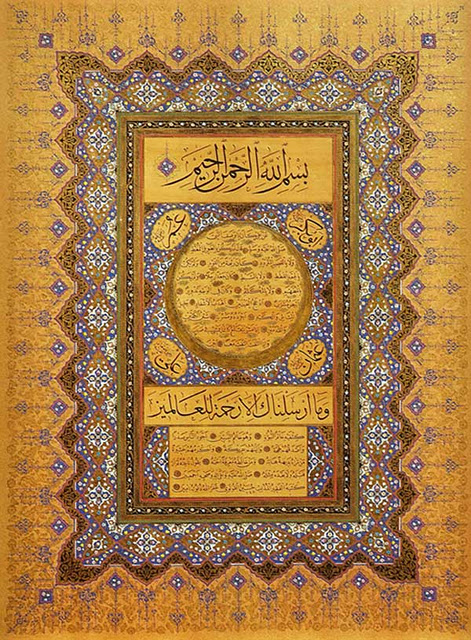
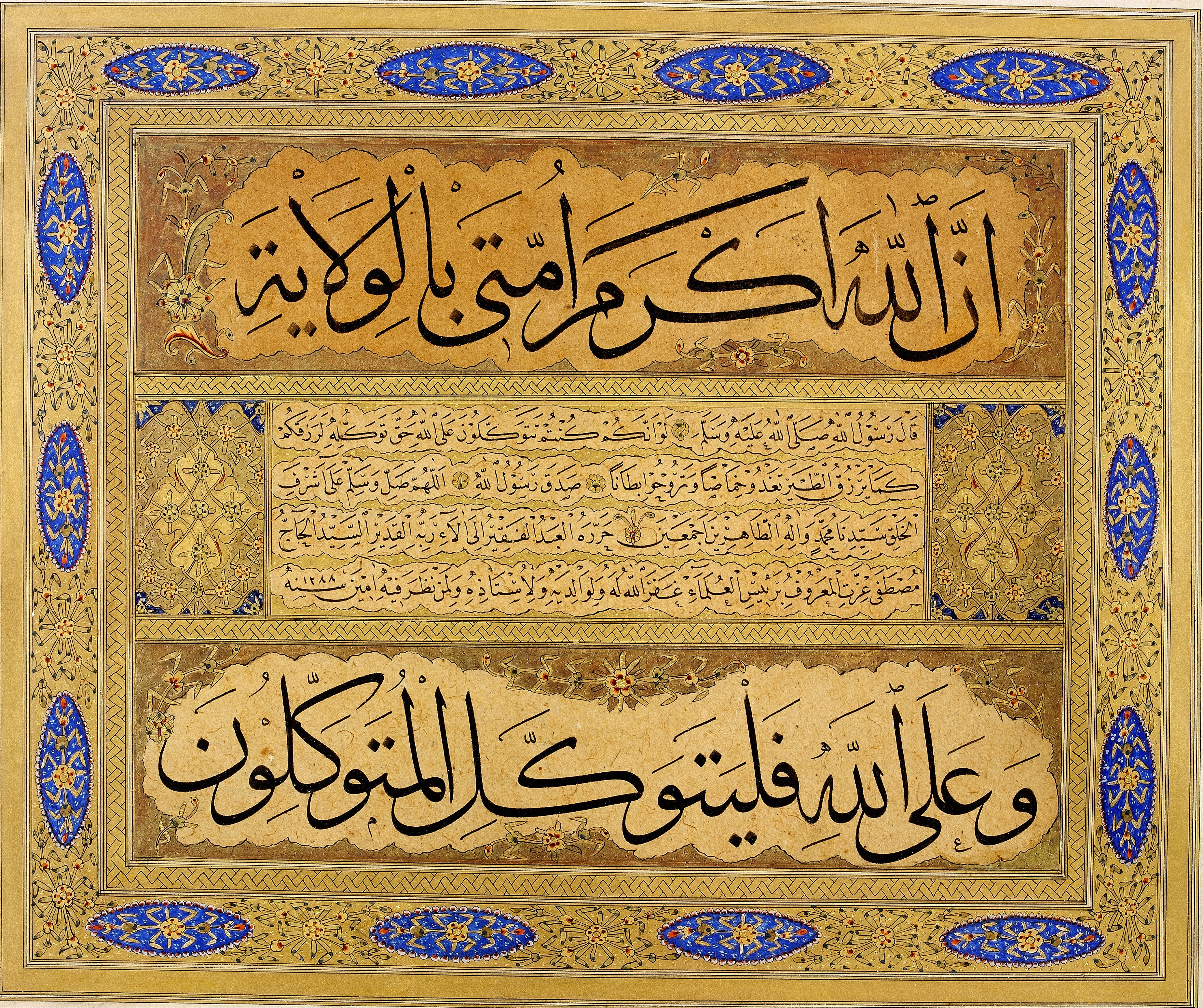
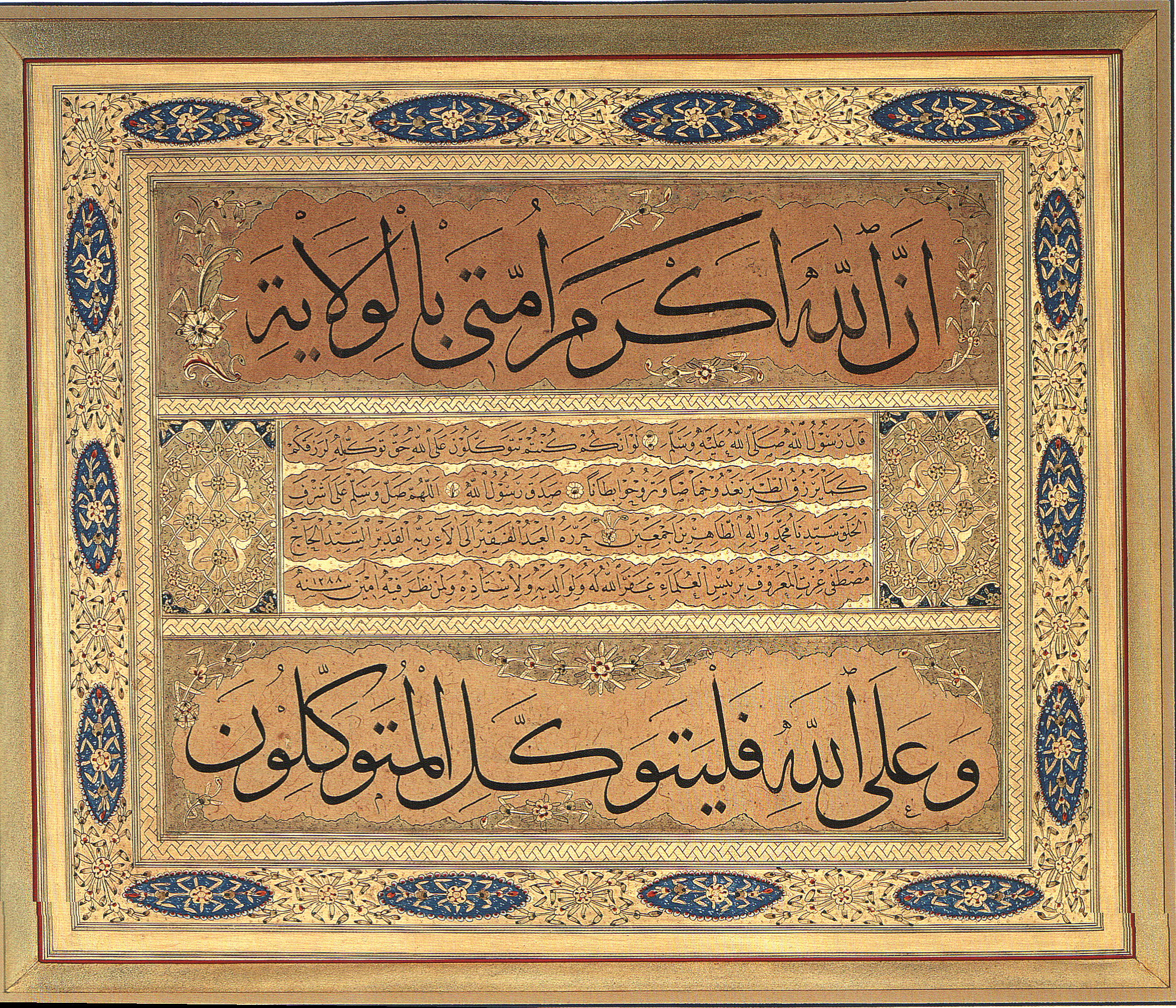

نماذج من آثار مصطفى عزت: